# Sauroplites
Sauroplites scutiger is een plantenetende ornithischische dinosauriër, behorend tot de Ankylosauria, die tijdens het vroege Krijt leefde in het gebied van de huidige Volksrepubliek China.
In 1953 benoemde de Zweedse paleontoloog Anders Birger Bohlin de typesoort Sauroplites scutiger. De geslachtsnaam is afgeleid van het Oudgriekse σαύρα, saura, "hagedis", en ὁπλίτας, hoplitas, "hopliet". Hij betekent dus ongeveer "zwaar gewapende sauriër". De soortaanduiding is Neolatijn voor "schilddrager".
De soort is gebaseerd op zeven ribben, een mogelijk zitbeen en een grote hoeveelheid osteodermen, platen van het beenpantser. Deze specimina hebben geen gepubliceerd inventarisnummer maar maakten kennelijk deel uit van de collectie van het Institute of Vertebrate Paleontology te Beijing. Ze zijn in 1930 door Bohlin, in het kader van de grote Zweeds-Chinese expeditie onder leiding van Sven Hedin, opgegraven bij Tebch in Binnen-Mongolië, elf kilometer ten noorden van Uradi Houqi, in een laag van de Zhidangroep die vermoedelijk dateert uit het Barremien-Aptien. Tegenwoordig zijn ze zoek. Van sommige elementen zijn nog gipsafgietsels over die in het American Museum of Natural History bewaard worden onder nummer AMNH 2074.
Het specimen bestond voornamelijk uit osteodermen van de romp die nog grotendeels op hun oorspronkelijke positie lagen, terwijl het eigenlijke skelet van het op zijn rug liggende dier was weggeërodeerd op wat ribben en misschien een stuk zitbeen na. Vanwege het unieke patroon van de osteodermen werd de soort eerst algemeen als geldig beschouwd, hoewel er oorspronkelijk geen diagnose gegeven was. Latere onderzoekers meenden echter dat het ging om een nomen dubium wegens de beperkte resten. In 2014 kwam Victoria Megan Arbour alsnog tot de conclusie dat het taxon geldig was.
Volgens Arbour bezit Sauroplites één duidelijk onderscheidend kenmerk. Het heupschild bestaat uit vergroeide osteodermen die rozetten vormen met een grote centrale plaat omgeven door kleinere plaatjes. Dit is al zeldzaam bij Aziatische ankylosauriërs maar Sauroplites toont daarbij het unieke detail dat de centrale plaat slechts door een enkele ring plaatjes omgord wordt, niet door een meervoudige ring.
De grote ronde platen op de heup hebben een doorsnede van ruim tien centimeter en zijn tamelijk plat. Er bevinden zich ook grote ovale platen op het borstgedeelte met een asymmetrisch geplaatste lage kiel. De kunnen wel tot veertig centimeter lang worden. Lager zaten kennelijk langwerpiger platen, tot dertig centimeter, met een hogere kiel die centraal gelegen is.
Bohlin plaatste Sauroplites in de Ankylosauria, meer in het bijzonder de Ankylosauridae. Gezien het vergroeide heupschild suggereerde Arbour dat het echter om een lid van de Nodosauridae zou kunnen gaan; meer zekerheid dan een Ankylosauria incertae sedis zou er niet zijn. Wel viel Sauroplites in een kladistische analyse die ze uitvoerde, uit als een nodosauride.